# Гиошани (Олт)
Гиошани (рум. Ghioșani) насеље је у Румунији у округу Олт у општини Морунглав. Oпштина се налази на надморској висини од 183 m.

## Становништво
Према подацима из 2002. године у насељу је живело 301 становника, од којих су сви румунске националности.